# Brodek u Prostějova
Brodek u Prostějova (en allemand : Prödlitz) est un bourg (městys) du district de Prostějov, dans la région d'Olomouc, en République tchèque. Sa population s'élevait à 1 473 habitants en 2023.

## Géographie
Brodek u Prostějova se trouve à 12 km au sud de Prostějov, à 28 km au sud-sud-ouest d'Olomouc, à 41 km au nord-est de Brno et à 207 km à l'est-sud-est de Prague.
La commune est limitée par Otaslavice au nord, par Hradčany-Kobeřice à l'est, par Želeč au sud, par Ondratice au sud-ouest et par la zone militaire de Březina à l'ouest.
L'autoroute D46, qui relie Prostějov à Olomouc, traverse le territoire de la commune du sud au nord.

## Histoire
La première mention écrite de la localité date de 1278. La commune a le statut de městys depuis le 10 octobre 2006.

## Administration
La commune se compose de deux sections :
- Brodek u Prostějova
- Sněhotice

## Transports
Par la route, Brodek u Prostějova se trouve à 12 km de Prostějov, à 31 km d'Olomouc, à 49 km de Brno et à 255 km de Prague.